# Canton de Guérigny
Le canton de Guérigny est une circonscription électorale française située dans le département de la Nièvre et la région Bourgogne-Franche-Comté.

## Histoire
Le canton créée par le décret du 16 août 1973 scindant le canton de Pougues-les-Eaux.
À la suite du redécoupage cantonal de 2014, les limites territoriales du canton sont remaniées. Le nombre de communes du canton passe de 8 à 33.

## Représentation

### Représentation avant 2015
| Période | Période          | Identité         | Étiquette | Qualité                                                                           |
| ------- | ---------------- | ---------------- | --------- | --------------------------------------------------------------------------------- |
| 1973    | 1976             | Henri Marsaudon  | PCF       | Cheminot, ouvrier professionnel (soudeur) Maire de Varennes-Vauzelles (1975-1991) |
| 1976    | 1988             | Camille Martin   | PS        | Chef de service à la Sécurité sociale Conseiller municipal de Varennes-Vauzelles  |
| 1988    | 1991 (démission) | Henri Marsaudon  | PCF       | Maire de Varennes-Vauzelles (1975-1991)                                           |
| 1991    | 2001             | André Périnaud   | PCF       | Employé de bureau maire de Varennes-Vauzelles (1991-2003)                         |
| 2001    | 2015             | Pascal Reuillard | PCF       | Maire de Varennes-Vauzelles (2003-2014)                                           |

### Représentation à partir de 2015
| Période élective | Période élective | Mandat | Mandat   | Identité          | Nuance | Nuance | Qualité |
| ---------------- | ---------------- | ------ | -------- | ----------------- | ------ | ------ | --- |
| 2015             | 2016             | 2015   | 2016     | Jean-Luc Gauthier |        | LR     | Agriculteur propriétaire-exploitant - Maire de Saint-Benin-d'Azy Ancien conseiller général du Canton de Saint-Benin-d'Azy (2008-2015) |
| 2015             | 2016             | 2015   | 2016     | Bernadette Larivé |        | DVD    | Notaire à Châtillon-en-Bazois, ancienne conseillère générale du canton de Châtillon-en-Bazois                                         |
| 2016             | 2021             | 2016   | 2021     | Marc Gauthier     |        | DVD    | Comptable - Maire de Bona |
| 2016             | 2021             | 2016   | 2021     | Corinne Bouchard  |        | DVD    | Professeur, écrivain - Maire de Sainte-Marie                                                                                          |
| 2021             | 2028             | 2021   | en cours | Corinne Bouchard  |        | DVD    | Conseillère sortante |
| 2021             | 2028             | 2021   | en cours | Jean-Luc Gauthier |        | DVD    | Ancien conseiller, leader départemental de l'opposition                                                                               |

### Résultats détaillés

#### Élections de mars 2015
À l'issue du 1er tour des élections départementales de 2015, trois binômes sont en ballottage : Jean-Luc Gauthier et Bernadette Larive (UMP, 35,02 %), Marie-Christine Amiot et Jean-Pierre Chateau (PS, 27,49 %) et Delphine Got et Guillaume Vergneaux (FN, 23,03 %). Le taux de participation est de 58,75 % (6 521 votants sur 11 099 inscrits) contre 53,03 % au niveau départemental et 50,17 % au niveau national.
Au second tour, Jean-Luc Gauthier et Bernadette Larive (UMP) sont élus avec 41,16 % des suffrages exprimés et un taux de participation de 61,4 % (2 674 voix pour 6 814 votants et 11 098 inscrits).
Mais lors de la campagne électorale, les deux candidats ont réglé eux-mêmes leurs dépenses, alors qu'un compte spécifique doit permettre de retracer l'ensemble des mouvements financiers. Le Tribunal administratif de Dijon rejette leurs comptes de campagne le 19 octobre 2015 et les rend inéligibles pour un an. En cassation, le Conseil d’État confirme le rejet et, s'agissant d'une irrégularité, réduit l'inéligibilité à six mois.
Une élection partielle est organisée les 2 et 9 octobre 2016. Au second tour, Marc Gauthier et Corinne Bouchard (DVD) sont élus avec 53,35 % des suffrages exprimés face à Marie-Christine Amiot et Jean-Pierre Château (PS).

#### Élections de juin 2021
Le premier tour des élections départementales de 2021 est marqué par un très faible taux de participation (33,26 % au niveau national). Dans le canton de Guérigny, ce taux de participation est de 39,71 % (4 272 votants sur 10 758 inscrits) contre 34,28 % au niveau départemental. À l'issue de ce premier tour, deux binômes sont en ballottage : Corinne Bouchard et Jean-Luc Gauthier (DVD, 45,71 %) et Éric Guyot et Flore Lereu (PS, 18,51 %).
Le second tour des élections est marqué une nouvelle fois par une abstention massive équivalente au premier tour. Les taux de participation sont de 34,36 % au niveau national, 37,18 % dans le département et 41,99 % dans le canton de Guérigny. Corinne Bouchard et Jean-Luc Gauthier (DVD) sont élus avec 62,11 % des suffrages exprimés (2 583 voix pour 4 517 votants et 10 758 inscrits),,. 

## Composition

### Composition avant 2015
Le canton de Guérigny regroupait 8 communes.
| Nom                    | Code Insee | Codepostal | Superficie (km2) | Population (dernière pop. légale) | Densité (hab./km2) |
| ---------------------- | ---------- | ---------- | ---------------- | --------------------------------- | ------------------ |
| Guérigny (chef-lieu)   | 58131      | 58130      | 7,29             | 2 577 (2012)                      | 353                |
| Balleray               | 58022      | 58130      | 16,08            | 210 (2012)                        | 13                 |
| Nolay                  | 58196      | 58700      | 43,04            | 366 (2012)                        | 8,5                |
| Ourouër                | 58204      | 58130      | 21,76            | 348 (2012)                        | 16                 |
| Poiseux                | 58212      | 58130      | 30,20            | 337 (2012)                        | 11                 |
| Saint-Martin-d'Heuille | 58254      | 58130      | 13,36            | 601 (2012)                        | 45                 |
| Urzy                   | 58300      | 58130      | 23,41            | 1 827 (2012)                      | 78                 |
| Varennes-Vauzelles     | 58303      | 58640      | 33,99            | 9 503 (2012)                      | 280                |

### Composition depuis 2015
Lors du redécoupage de 2014, le canton de Guérigny comptait 33 communes.
À la suite de la création au 1er janvier 2017 de la commune nouvelle de Vaux d'Amognes, le canton compte désormais 32 communes.
| Nom                              | Code Insee | Intercommunalité             | Superficie (km2) | Population (dernière pop. légale) | Densité (hab./km2) | Modifier                                    |
| -------------------------------- | ---------- | ---------------------------- | ---------------- | --------------------------------- | ------------------ | ------------------------------------------- |
| Guérigny (bureau centralisateur) | 58131      | CC Les Bertranges            | 7,29             | 2 512 (2022)                      | 345                | modifier les données · modifier les données |
| Anlezy                           | 58006      | CC Amognes Cœur du Nivernais | 21,13            | 241 (2022)                        | 11                 | modifier les données · modifier les données |
| Bazolles                         | 58024      | CC Amognes Cœur du Nivernais | 28,57            | 284 (2022)                        | 9,9                | modifier les données · modifier les données |
| Beaumont-Sardolles               | 58028      | CC Amognes Cœur du Nivernais | 29,14            | 116 (2022)                        | 4,0                | modifier les données · modifier les données |
| Billy-Chevannes                  | 58031      | CC Amognes Cœur du Nivernais | 23,76            | 316 (2022)                        | 13                 | modifier les données · modifier les données |
| Bona                             | 58035      | CC Amognes Cœur du Nivernais | 23,24            | 297 (2022)                        | 13                 | modifier les données · modifier les données |
| Cizely                           | 58078      | CC Amognes Cœur du Nivernais | 7,10             | 52 (2022)                         | 7,3                | modifier les données · modifier les données |
| Crux-la-Ville                    | 58092      | CC Amognes Cœur du Nivernais | 45,56            | 399 (2022)                        | 8,8                | modifier les données · modifier les données |
| Diennes-Aubigny                  | 58097      | CC Amognes Cœur du Nivernais | 36,89            | 91 (2022)                         | 2,5                | modifier les données · modifier les données |
| La Fermeté                       | 58112      | CC Sud Nivernais             | 36,02            | 622 (2022)                        | 17                 | modifier les données · modifier les données |
| Fertrève                         | 58113      | CC Amognes Cœur du Nivernais | 24,43            | 92 (2022)                         | 3,8                | modifier les données · modifier les données |
| Frasnay-Reugny                   | 58119      | CC Amognes Cœur du Nivernais | 13,62            | 80 (2022)                         | 5,9                | modifier les données · modifier les données |
| Jailly                           | 58136      | CC Amognes Cœur du Nivernais | 10,74            | 67 (2022)                         | 6,2                | modifier les données · modifier les données |
| Limon                            | 58143      | CC Amognes Cœur du Nivernais | 8,04             | 145 (2022)                        | 18                 | modifier les données · modifier les données |
| Montigny-aux-Amognes             | 58176      | CC Amognes Cœur du Nivernais | 25,17            | 632 (2022)                        | 25                 | modifier les données · modifier les données |
| Nolay                            | 58196      | CC Amognes Cœur du Nivernais | 43,04            | 346 (2022)                        | 8,0                | modifier les données · modifier les données |
| Poiseux                          | 58212      | CC Les Bertranges            | 30,20            | 329 (2022)                        | 11                 | modifier les données · modifier les données |
| Rouy                             | 58223      | CC Amognes Cœur du Nivernais | 35,88            | 646 (2022)                        | 18                 | modifier les données · modifier les données |
| Saint-Benin-d'Azy                | 58232      | CC Amognes Cœur du Nivernais | 35,80            | 1 257 (2022)                      | 35                 | modifier les données · modifier les données |
| Saint-Benin-des-Bois             | 58233      | CC Amognes Cœur du Nivernais | 19,40            | 193 (2022)                        | 9,9                | modifier les données · modifier les données |
| Saint-Firmin                     | 58239      | CC Amognes Cœur du Nivernais | 10,40            | 152 (2022)                        | 15                 | modifier les données · modifier les données |
| Saint-Franchy                    | 58240      | CC Amognes Cœur du Nivernais | 18,63            | 80 (2022)                         | 4,3                | modifier les données · modifier les données |
| Saint-Jean-aux-Amognes           | 58247      | CC Amognes Cœur du Nivernais | 18,02            | 526 (2022)                        | 29                 | modifier les données · modifier les données |
| Saint-Martin-d'Heuille           | 58254      | CC Les Bertranges            | 13,36            | 556 (2022)                        | 42                 | modifier les données · modifier les données |
| Saint-Maurice                    | 58257      | CC Amognes Cœur du Nivernais | 10,39            | 54 (2022)                         | 5,2                | modifier les données · modifier les données |
| Saint-Saulge                     | 58267      | CC Amognes Cœur du Nivernais | 25,77            | 679 (2022)                        | 26                 | modifier les données · modifier les données |
| Saint-Sulpice                    | 58269      | CC Amognes Cœur du Nivernais | 25,71            | 418 (2022)                        | 16                 | modifier les données · modifier les données |
| Sainte-Marie                     | 58253      | CC Amognes Cœur du Nivernais | 15,64            | 86 (2022)                         | 5,5                | modifier les données · modifier les données |
| Saxi-Bourdon                     | 58275      | CC Amognes Cœur du Nivernais | 18,44            | 270 (2022)                        | 15                 | modifier les données · modifier les données |
| Urzy                             | 58300      | CC Les Bertranges            | 23,41            | 1 735 (2022)                      | 74                 | modifier les données · modifier les données |
| Vaux d'Amognes                   | 58204      | CC Amognes Cœur du Nivernais | 37,84            | 528 (2022)                        | 14                 | modifier les données · modifier les données |
| Ville-Langy                      | 58311      | CC Amognes Cœur du Nivernais | 26,86            | 237 (2022)                        | 8,8                | modifier les données · modifier les données |
| Canton de Guérigny               | 5808       |                              | 749,49           | 14 038 (2022)                     | 19                 | modifier les données                        |

## Démographie

### Démographie avant 2015
| 1975   | 1982   | 1990   | 1999   | 2006   | 2011   | 2012   |
| ------ | ------ | ------ | ------ | ------ | ------ | ------ |
| 13 689 | 15 516 | 16 443 | 16 258 | 15 755 | 15 816 | 15 769 |

### Démographie depuis 2015
En 2022, le canton comptait 14 038 habitants, en évolution de −2,3 % par rapport à 2016 (Nièvre : −3,28 %, France hors Mayotte : +2,11 %).
| 2013   | 2018   | 2022   |
| ------ | ------ | ------ |
| 14 643 | 14 148 | 14 038 |